# 바카야로 해산

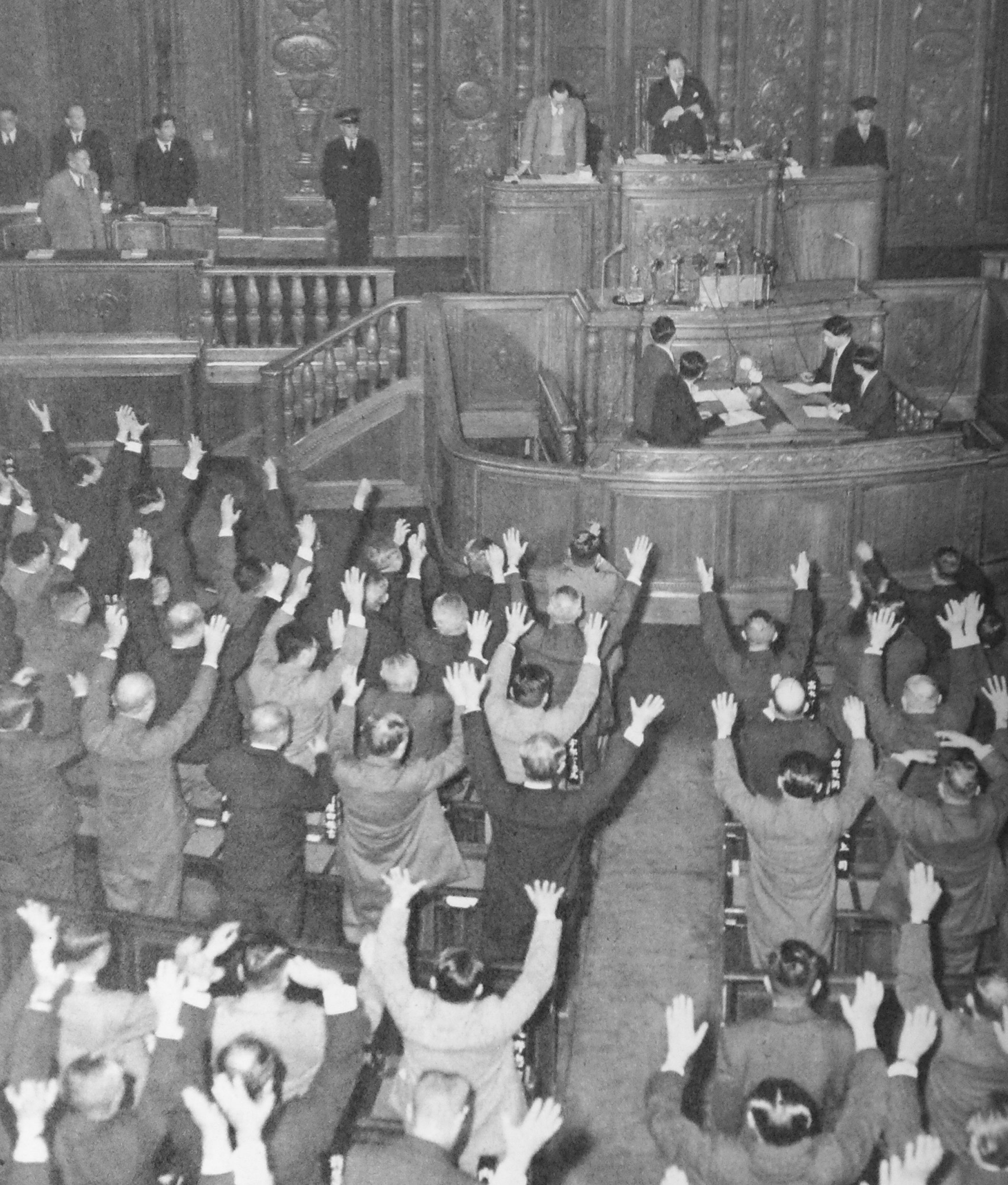
해산조서가 낭독되는 순간.

바카야로 해산(일본어: バカヤロー解散 바카야로오카이산[*])은 쇼와 28년(1953년) 3월 14일 일본 중의원이 해산된 것을 이르는 속칭이다. 이 해산에 따라 제26회 일본 중의원 의원 총선거가 실시되었다.
2월 28일, 중의원 예산위원회에서 내각총리대신 요시다 시게루와 사회당 우파 의원 니시무라 에이치 간의 질의응답 중 요시다가 니시무라에게 "바보새끼(바카야로)"라고 발언한 것을 계기로 중의원이 해산되었기에 이렇게 불린다. 면전에 대고 한 말은 아니고, 요시다가 자리에 앉으면서 아주 작은 목소리로 중얼거린 것인데 그것이 우연히 마이크로폰에 포착되어 니시무라가 항의하면서 소동이 커졌다.
당시 제4차 요시다 내각은 통상산업대신 이케다 하야토가 “중소기업은 도산해도 어쩔 수 없다,” “영세민은 보리를 먹어라” 등 문제발언을 반복하여 야당에서 통산장관 불신임결의안을 제출해 가결함으로써 궁지에 몰린 상태였다.